# Amastra spirizona
Amastra spirizona é uma espécie de gastrópode da família Amastridae.
É endémica dos Estados Unidos da América.